# Caroline Loyo

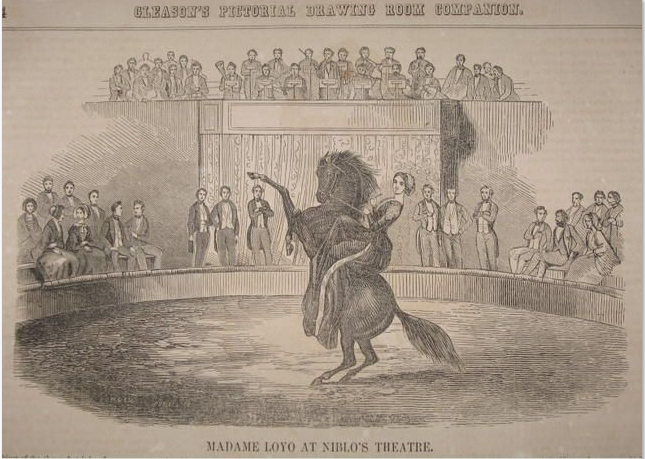
Caroline Loyo 1851 in Niblo’s Theatre

Caroline Loyo (* um 1816; † 1892 in Paris oder 1895 in Bléré) war eine französische Schulreiterin. Sie gilt als die erste Reiterin der Hohen Schule im Zirkus.

## Leben
Über Caroline Loyos familiären Hintergrund ist wenig bekannt. Laut Baron de Vaux verließ sie ihre Familie und kam mit einem einzelnen eigenen Pferd nach Paris, um im Zirkus aufzutreten. Sie war eine Schülerin von Jules Charles Pellier, bei dem auch ihre Pferde – eine Schulreiterin musste deren eigentlich immer mindestens drei besitzen – standen und trainiert wurden.
Um 1833 debütierte sie als Siebzehnjährige im Cirque Olympique am Boulevard du Temple in Paris und rief damit eine Sensation in der Gesellschaft hervor. Nach diesem ersten Auftritt setzte sie ihre Ausbildung aber noch bei François Baucher fort. Hatte sie anfangs Pferde geritten, die von fremder Hand trainiert worden waren, übernahm sie diese Aufgabe bald selbst. Vom Cirque Olympique wechselte sie zu Adolphe Franconis Cirque des Champs-Élysées, wo sie bis 1845 abwechselnd mit Baucher auftrat. Da die Hohe Schule bislang eine Männerdomäne gewesen war, setzten ihre Auftritte das Publikum immer wieder in Erstaunen.
Welchen Stellenwert der Zirkus in jenen Jahren in der Gesellschaft einnahm und welches Interesse das Publikum an Caroline Loyo hatte, geht aus einer Anekdote hervor, laut der ein begüterter Herr von einem anderen getadelt wurde, weil er den Palazzo Pitti in Florenz besichtigt hatte statt dem Auftritt Loyos mit einem neuen Pferd beizuwohnen.
Caroline Loyo stand in dem Ruf, jedes noch so widerspenstige Pferd gefügig machen zu können. Als der Zirkusdirektor Louis Déjean sie diesbezüglich auf die Probe stellte und ihr ein Pferd names Mahmoud übergab, das als außergewöhnlich ungebärdig galt, bewies sie ihre Fähigkeiten. Allerdings verschmähte sie dieses Reittier anschließend, weil es ihr nach der gelungenen Ausbildung zu langweilig geworden war.
Nach Auftritten in Deutschland und England kehrte Loyo etwa 1846 nach Frankreich zurück und setzte ihre Karriere dort fort. 1852 heiratete sie den Zirkusdirektor François Loisset, einen Sohn des Pferdefachmanns Baptiste Loisset, trat aber offenbar weiterhin unter ihrem Mädchennamen auf. 1855 war sie in Berlin zusammen mit Omar Kingsley zu sehen, der als Frau aufzutreten pflegte.
François Loisset starb 1878 oder 1879 in Stockholm. Danach lebte seine Witwe zurückgezogen in dem Dorf Bléré bei Tours. Ab 1881 war sie mittellos.
Möglicherweise wurde Caroline Loyo, die auch außerhalb der Zirkusvorstellungen ritt und sich unter anderem an improvisierten Pferderennen beteiligte, von Alfred de Dreux auf einem Gemälde festgehalten. Die Harvard University Library besitzt eine Sammlung von Zirkusbildern, in der sich auch zwei Darstellungen Caroline Loyos befinden, außerdem auch Bilder von Mitgliedern der Familie Loisset.